# Алабама (племе)
Алабама (на английски: Alabama) е северноамериканско индианско племе, част от Крикската конфедерация, което първоначално живее по река Алабама в Алабама. Тясно свързани с племето коасати, двете племена мигрират от Алабама в края на 18 и началото на 19 век към Тексас. През 1853 г. Тексаското правителство предоставя на алабама резерват в окръг Полк и през 1859 г. към тях се присъединява част от коасатите. През 1987 г. федералното правителство признава обединеното племе алабама–кушата племето на Тексас. Племето контролира около 18,5 кв. км. земя в окръг Полк и в началото на 21 век има 1150 записани членове. Отделно още 900 потомци на алабама живеят сред криките в Оклахома като отделна общност, която също е призната от правителството като алабама–куасарте със седалище в Уетумка, Оклахома.

## Произход
Въпреки че са две отделни племена, алабама и коасатите са тясно свързани в цялата им история. И двете племена говорят взаимно разбираеми езици на южния клон на Мускогското езиково семейство и нямат почти никакви културни различия. Според едно от старите им предания, алабама и коасатите се появяват от земята от двете страни на едно дърво и се заселват близо един до друг. Това става някъде в североизточно Мисисипи много преди идването на белите. И оттогава двете племена са винаги заедно.

## История
Първите писмени препратки към алабама датират от 1541 г. След като експедицията на Ернандо де Сото напуска страната на чикасо, силно пострадали от нападенията на индианците, испанците достигат до едно малко село, което споменават като „Алимаму“, „Лимаму“ и „Алибамо“. Това става на 26 април 1541 г. След тази дата нищо повече не се чува за алабама, чак до идването на французите в Мобил през 1699 г. Междувременно алабама напускат североизточно Мисисипи и се преместват на изток до сливането на реките Куса и Талапуса.
Първото споменаване от французите на племето е през март 1702 г., когато съобщават, че воини алабама и кончаку нападат индианците мобила. До 1712 г. французите успяват да спечелят приятелството им и за да докажат своите добри намерения, през 1714 г. построяват форт Тулуза в сърцето на тяхната територия. Тогава селата на алабама са пръснати в продължение на 60 километра от двете страни на река Алабама като се започне от околностите на настоящия Монтгомъри. Заради форта, коасатите също се преместват и издигат селата си близо до алабама.
След 1763 г. двете племена започват да мигрират от района на форт Тулуза. За това има няколко причини. Първо, заради мащабната търговия с еленови кожи, която довежда до недостиг на животни и конфликти за нови ловни територии между племената в региона. Търговията с европейците помага на индианците да улеснят живота си с нови инструменти и оборудване, но това ги прави силно зависими от европейските стоки. Прекомерният лов има катастрофални последици за индианците, тъй като за кратко време животните даващи им всичко необходимо изчезват. Освен това белите селища все повече напредват на запад. През 1763 г. борбата между Франция и Англия за контрол над Северна Америка приключва и териториите на бившите френски колонии преминават в ръцете на англичаните. Това принуждава много приятелски настроени към французите племена, включително алабама и коасатите да последват френските си приятели на запад.

### В Луизиана
След пристигането им в Луизиана, основната част се придвижва още на запад, но малки групи установяват селата си по Ред Ривър. През 1766 г. една група алабама се премества близо до опелуса, а по-голямата част от племето е на река Сабин. Коасатите се разпръсват на няколко места, едни на Байо Чикот, други на река Тринити и трети на река Сабин и на Ред Ривър. След 1780 г. алабама и коасатите започват малко по малко да се изместват на запад в Тексас.

### В Тексас
В Тексас алабама и коасатите се установяват в Биг Тикет, където са далеч от маршрутите на белите и така остават донякъде свободни от европейска намеса. През 1830 г. алабама живеят в три общини в северозападната част на окръг Тейлър, а коасатите също в три общини на река Тринити. По време на Тексаската революция много бели заселници намират убежище при двете племена в Биг Тикет.
След като Тексас става независим през 1836 г., правителството на новата република се сблъсква с множество проблеми, включително и формулирането на единна индианска политика. Плановете на президента Сам Хюстън са свързани с постигането на мир, приятелство, търговия и подпомагане на индианците. Мирабо Ламар обаче, който наследява Хюстън на президентския пост, предлага програма за унищожаването на вражеските индианци и изселването или затварянето в резервати на приятелските. Тази сурова политика на Ламар обаче не е приложена към алабама и коасатите. Докато всички други племена от Източен Тексас са изгонени, Ламар показва приятелство към двете племена и заповядва на заселниците да спазват правата им. На племената е назначен агент, който да ги подпомага в отношенията им с белите им съседи.
След 1840 г. алабама изоставят едно от селата си и се преместват на Биг и Литъл Сайпрес крийк. Малко след това се преместват за кратко на Удс крийк, на 29 октомври 1853 г. вождовете им изпращат петиция до правителството на Тексас с искане да им бъде предоставена земя за резерват. Искът е одобрен и Тексас закупува 1110,7 акра земя за резерват на алабама в окръг Полк. Около 500 души се заселват в него още същата година. През 1855 г. са гласувани средства за закупуване на земя и за коасатите, но поради липса вече на свободна земя в окръга субсидията остава само на хартия. С разрешението на алабама повечето коасати се заселват в техния резерват през 1859 г.
По време на Гражданската война двете племена почти не са засегнати. След края на войната обаче положението им се влошава. Притокът на бели заселници и унищожаването на природните ресурси принуждава хората от племената да търсят препитание по градовете и фермите. През 1873 г. Тексаското правителство прокарва законопроект за преместването на всички индианци от окръг Полк в Оклахома. За одобрението му обаче се изисква одобрението на индианците. През 1928 г. към резервата на алабама са отпуснати още около 3000 акра земя. През 1955 г. алабама доброволно прекратява отношенията си с федералното правителство. Федералният им статут е върнат през 1987 г.

### В Оклахома
Малка част от алабама остава да живее при криките в Алабама. През 1813 г. те се борят безуспешно заедно с криките срещу британците. След приемането на Закона за отстраняване през 1830 г., алабама заедно с криките попадат в списъка на племената, които трябва да бъдат прехвърлени в Оклахома. До 1834 г. почти всички крики и алабама се преместват в Оклахома. В новите земи алабама запазват своята идентичност и в началото на 21 век около 900 техни членове формират федерално признатото алабама–куасарте, което е част от крикската нация.